# Мемнон Родоски
Вижте пояснителната страница за други личности с името Мемнон.
Мемнон Родоски (на старогръцки: Μέμνων) е брат на Ментор и военачалник на персийския цар Дарий III във войната против Александър Велики.
Той е роден през първата половина на 4 век пр.н.е. на остров Родос г. Като грък, както много други негови сънародници, той служи като наемник на персийците, които са владетели на Мала Азия.
Мемнон и брат му получават от персиеца Артабаз II (сатрап на Фригия), земя в Троада и му помагат във въстанието на Ариобарзан II от Киос в Мизия против неговия съперник Артаксеркс III. След разгрома на въстанието Мемнон и Артабаз през 353 пр.н.е. бягат в македонската столица Пела. През 343 пр.н.е. Мемнон и Артабаз получават амнистя и имат право да върнат от изгнанието, понеже Ментор служил при завладяването на Египет от Артаксеркс III. През 342 пр.н.е. Мемнон и Артабаз донасят важни послания за плановете на Филип II. След смъртта на Ментор през 340 пр.н.е., Мемнон се жени за неговата вдовица Барсина, дъщерята на Артабаз II, който е женен за сестрата на Мемнон и Ментор. Мемнон изпраща Барсина при Дарий III.
От 334 пр.н.е. Мемнон се бие в Мала Азия заедно с племенника си Фарнабаз, синът на Артабаз II и братът на Барсина, против настъпващия Александър.
Мемнон дава съвети на персийците, предлага „тактика на изгорена земя“ и да се унищожат хранителните запаси против нападащите македонци по пътя на Александър III, на които те не обръщат внимание. Сатрапът на великия цар не последва съветите на Мемнон и за битката при Граник (334 пр.н.е.). След загубата Мемнон отива с войската си в пристанищния град Халикарнас и засилва защитните стени.
След няколко месеца обсада на Халикарнас (от пролетта до есента 334 пр.н.е.), където се окупирал управителят на града Оронтобат, Мемнон трябва да изостави града и се оттегля отива на пристанищния остров. Преди това той запалва всички градски квартали и оръжейни магазини близо до градската стена. Мавзолеят в Халикарнас не изгаря.
Дарий III (336 – 330) дава на Мемнон главното командване на персийската флота в Егейско море. Той се опитва да откъсне македоните от Европа и прави опит да започне въстание в Гърция против Александър, което започнало в Спарта. Той започва да завладява островите, преди всичко Хиос и Лесбос. От 334 пр.н.е той се бие в Мала Азия заедно с Фарнабаз, синът на Дарий III, против настъпващия Александър.
През 333 пр.н.е. Мемнон умира неочаквано на остров Лесбос при обсадата на Митилена. Той е смятан за най-опасния противник на Александър. Неговият последник Фарнабаз III поема главното командване на флотата, но скоро получава заповед да заведе наемните си войски в Сирия, за да засили въоръжението на великия цар.
Вдовицата му Барсина († 309 пр.н.е.) става метреса на Александър Велики и през 327 пр.н.е. му ражда извънбрачен син Херакъл († 309 пр.н.е.).